# 武汉铁路运输中级法院
武汉铁路运输中级法院是中华人民共和国湖北省的铁路运输中级法院。

## 沿革
2006年6月26日，武汉铁路运输中级法院挂牌成立。

## 机构设置

### 审判机构
- 立案庭
- 刑事审判第一庭
- 刑事审判第二庭
- 民事审判第一庭
- 民事审判第二庭
- 审判监督庭（与赔偿委员会办公室一个机构两块牌子）
- 执行局[2]

### 其他机构
- 政治部（纪检监察、组织人事、教育培训、机关党委）
- 办公室
- 研究室（与审判委员会办公室一个机构两块牌子）
- 司法警察支队[2]

## 历任院长
- 葛智敏（2006年5月－）[2][3]

## 对应铁路运输基层法院
- 武汉铁路运输法院
- 襄阳铁路运输法院